# SBS M
SBS M é um canal de televisão por assinatura sul-coreano, propriedade da SBS Medianet, uma divisão da SBS Media Holdings. Conta, em sua programação, com artistas pop sul-coreanos, música internacional, notícias e alguns programas de realidade.
Originalmente fundada em julho de 2001 como uma versão sul-coreana do canal estadunidense MTV, tornou-se parte da SBS em 2011, a partir de uma joint venture entre ela e a Viacom, período a partir do qual passou a ser conhecida como SBS MTV. Em 2022, o acordo chegou ao fim, fazendo com que a emissora fosse renomada SBS M. Durante os onze anos em que levava o nome do canal estadunidense, transmitiu programas originais da MTV, para além de algumas criações de suas retransmissoras asiáticas.

## História

Logo da SBS MTV, usado entre 2011 e 2022.

De 1994 a 1999, a MTV, através de um acordo de parceria, mostrou programas na rede Mnet do Grupo Cheil Jedang.
Em janeiro de 2001, o bloco MTV retornou ao OnGameNet, que era propriedade da On-Media do Orion Group.
Em julho de 2001, On-Media e Viacom lançaram a MTV Korea. Sua parceria terminou em 2008.
Em 2008, a MTV Korea foi adquirida pela C&M.
Em setembro de 2011, a SBS, uma emissora comercial sul-coreana, tornou-se a parceira oficial sul-coreana da Viacom (agora fundida com a CBS Corporation para formar a ViacomCBS em 2019). Com isso, a MTV tornou-se parte da SBS e renomeou a SBS MTV em novembro de 2011.
Em 30 de junho de 2022, a emissora foi renomeada como SBS M; ao mesmo tempo, a Nickelodeon Korea também foi fechada, transformando-se em um canal chamado Kizmom.

## Programas
- KSTAR News 840
- SBS Inkigayo
- Running Man
- K-pop Star
- Channel Fiestar
- The Show
- The Stage Big Pleasure
- KPOP Hero
- MTV Hits
- SBS MTV KPOP 20
- After Hours
- Wake Up Call
- HITS : Classic
- FRESH : POP
- FRESH : K-POP
- LIVE 4 U
- School Attack
- Yogobara
- I GOT7
- Lovelyz in Wonderland

## VJ's atuais
- Nara
- Supasize
- Semi
- Seorak
- Kewnsung
- Hongwook
- MC Rhymer
- Seunggwang
- Sia
- Tim
- G-Ma$ta
- Jungmin
- Hanbyul
- Janet
- Joi
- Sara
- Bin
- Donemany
- Lee Eugene
- Yuri